# Deopalpus pulchriceps
Deopalpus pulchriceps är en tvåvingeart som först beskrevs av Aldrich 1934.  Deopalpus pulchriceps ingår i släktet Deopalpus och familjen parasitflugor. Inga underarter finns listade i Catalogue of Life.